# Los Altos (Spagna)
Los Altos è un comune spagnolo di 189 abitanti situato nella comunità autonoma di Castiglia e León.

## Località
Il comune di Los Altos, in precedenza chiamato Los Altos de Dobro, comprende le seguenti località:
- Ahedo de Butrón
- Dobro (capoluogo)
- Escóbados de Abajo
- Escóbados de Arriba
- Huidobro
- Pesadas de Burgos
- Porquera del Butrón
- Quintanilla-Colina
- Tubilleja
- Villalta (disabitata)